# Ideal (gruppo musicale)
Ideal era il nome di un gruppo musicale berlinese della Neue Deutsche Welle. 
Particolarmente noti sono i brani Blaue Augen, Berlin, Eiszeit e   Monotonie.

## Storia
Nella primavera del 1980 Annette Humpe, Ernst Ulrich Deuker, Frank Jürgen Eff Jott Krüger e Hans-Joachim Hansi Behrendt si formarono ufficialmente come Ideal.
Annette Humpe suonò assieme a sua sorella Inga Humpe nel gruppo musicale Neonbabies, prima di cambiare assieme a Eff Jott Krüger del gruppo musicale X-Pectors a Ideal.
Nel maggio dell'anno 1980 Ideal pubblicò il primo brano Single Wir stehn auf Berlin / Männer gibt's wie Sand am Meer, che presto era svenduto.
Il gruppo musicale rock inglese Barclay James Harvest, che festeggiava successi specialmente in Germania, il 30 agosto 1980 diede un concerto Free-Open-Air davanti al Palazzo del Reichstag di Berlino, per ringraziare i sostenitori fedeli tedeschi. I 150.000 visitatori videro anche Ideal, che suonava nel programma preliminare. Così Ideal venne reso noto a un grande pubblico.
In novembre fu prodotta la prima LP col titolo Ideal. Il disco arrivò al terzo posto dei Chart tedeschi. Seguirono i primi concerti all'estero in Austria e nella Svizzera. Nell'agosto del 1981 Ideal ebbe un concerto nella Berliner Waldbühne davanti a 22.000 spettatori.
Dopo iniziarono i lavori per il secondo album. Assieme al producente Conny Plank nacque Der Ernst des Lebens, che fu pubblicata in ottobre. Contemporaneamente Ideal ricevette la prima LP d'oro per il loro album di debutto. Fu la prima volta che in Germania venne premiato un disco prodotto da un label indipendente.
Il gruppo fece la prima una tournée nel 1981/82, con 27 concerti che ebbero luogo tra novembre e dicembre. Durante il concerto finale a favore degli occupanti di case Ideal ricevette il secondo disco d'oro, stavolta per l'album Der Ernst des Lebens.
Nell'autunno del 1982 nacque a Vienna il terzo album „Bi Nuu“ sotto la regia di Micki Meuser. Questo album arrivò solamente al 20. posto nei charts. Per via delle scarse vendite una tournée già programmata fu disdetta.
Il 31 marzo del 1983 un Telex comunicava alla stampa lo scioglimento del gruppo.
Nel mese di giugno venne pubblicato Zugabe un album live del gruppo berlinese, che venne definito dal gruppo come un "ricordo, saluto e ringraziamento ai fans".
Il 26 aprile 2007 Frank Jürgen Krüger morì di cancro all'età di 58 anni.

## Discografia

### Album
Tutti i titoli sugli album sono composizioni di gruppo.
- Ideal (1980)

1. Berlin - 3:09
2. Irre - 3:54
3. Telepathie - 5:27
4. Blaue Augen - 3:27
5. Hundsgemein - 2:14
6. Luxus - 4:03
7. Rote Liebe - 2:36
8. Da leg ich mich doch lieber hin - 4:28
9. Telephon - 3:24
10. Roter Rolls Royce - 3:15

- Der Ernst des Lebens (1981)

1. Eiszeit - 2:53
2. Schwein - 3:00
3. Sex in der Wüste - 3:38
4. Herrscher - 3:41
5. Feuerzeug - 4:19
6. Immer frei - 2:27
7. Erschießen - 3:40
8. Monotonie - 4:44
9. Ich kann nicht schlafen - 3:32
10. Spannung - 3:00
11. Spion - 5:00

- Bi Nuu (1982)

1. Keine Heimat - 3:29
2. Ask Mark Ve Ölüm - 2:59
3. Tränen am Hafen - 4:45
4. Schöne Frau mit Geld - 3:02
5. Die zweite Sonne - 3:07
6. Wir zerstören unser Glück - 3:31
7. Leiden und Wissenschaft - 3:48
8. Ich bin nervös - 2:15
9. Ganz in Gummi - 2:17
10. Müde - 5:49

- Zugabe (1983)

1. Blaue Augen - 4:21
2. Ich kann nicht schlafen - 3:22
3. Monotonie - 4:55
4. Acryl (Kopf Aus Chrom) - 3:51
5. Gemein - 2:21
6. Berlin - 3:13
7. Telepathie - 5:39
8. Erschießen - 3:37
9. Schöne Frau mit Geld (Remix) - 3:24
10. Männer gibt es wie Sand am Meer (Remix) - 1:58

### Compilation
- Eitel Optimal - Das Beste (1992)
- Monotonie (2000)
- Eiszeit (2000)
- The Platinum Collection (2007)